# Borgo Trento (Brescia)
Borgo Trento precedentemente noto come Borgo Pile è un quartiere cittadino di circa 7.000 abitanti appartenente al comune di Brescia inserito all'interno della Circoscrizione Nord. Sorto intorno al XII secolo al di fuori della cinta muraria urbana come borgo indipendente, fu unito definitivamente alla municipalità di Brescia nel 1881.

## Storia

### Medioevo
Nel 1237 venne approvato il più antico piano regolatore della città di Brescia ad opera del frate umiliato Alberico da Gambara che prevedeva l'espansione del perimetro urbano e la costruzione di una nuova cinta muraria. Ciò favorì la nascita di un primo borgo extraurbano già nel 1254, che prese in nome di Borgo Pile dal nome della porta cittadina attraverso la quale era obbligatorio passare per raggiungere l'abitato.

### Età Moderna
Nel 1512 Brescia, all'epoca sotto dominazione veneziana, fu temporaneamente conquistata dall'esercito francese durante la Guerra della Lega di Cambrai. I cittadini bresciani si ribellarono nei confronti della dominazione francese, ma il loro atto si concluse con il saccheggio della città ad opera delle truppe mercenarie guidate da Gastone di Foix. Dopo esser tornata in possesso della città, Venezia, al fine di prevenire eventi analoghi, decise di demolire qualsiasi casolare, chiesa o villa per circa un miglio di distanza dalla cinta muraria, al fine di creare una "spianata difensiva" attorno al perimetro urbano. Stessa sfortunata sorte toccò a Borgo Pile, ma già a distanza di meno di un secolo ne è documentata la ricostruzione.
Nel 1609 il catasto del podestà veneziano Giovanni Da Lezze segnalava che il Borgo delle Pille contava una settantina di case e già dal 1580 gli abitanti avevano costruito a proprie spese una chiesa intitolata a San Giovanni Evangelista, tuttavia senza ottenere lo status di parrocchia

### Età Contemporanea
Nel XIX secolo il Borgo Pile aumentò di dimensioni, estendendosi sino all'estremità meridionale dell'abitato di Isolabella, crebbe in numero degli abitanti e sorsero nuove attività commerciali ed artigianali. Il Borgo infatti rappresentava un punto nevralgico per il commercio diretto verso i paesi della Val Trompia e della Val Sabbia.
Durante la dominazione austro-ungarica venne riorganizzata la municipalità di Brescia. Da un punto di vista amministrativo il centro cittadino venne isolato dal territorio circostante, che fu suddiviso in cinque comuni autonomi. Borgo Pile fu fatto rientrare all'interno del territorio del vicino Borgo di San Bartolomeo. Solo nel 1881 Brescia, ormai passata in mani sabaude ottenne la riaggregazione dei cinque comuni periferici. Nel 1886 fu completata la costruzione della nuova chiesa, i cui lavori erano cominciati nel 1879 ad opera dell'architetto Carlo Melchiotti e il Borgo poté così fregiarsi del titolo di parrocchia coprendo un territorio molto vasto: Costalunga, Sant'Eustacchio, San Bartolomeo e San Gottardo. 
Nel 1897 venne approvato un nuovo piano urbanistico sotto tale spinta si andò a riempire il vuoto esistente tra Borgo Pile e il centro cittadino. La spinta principale fu data dalla posatura della tramvia che da Brescia portava a Gardone Val Trompia e dalla realizzazione nel 1913 della linea n.2 del tram elettrico cittadino.
Nel 1903 il Borgo Pile fu ribattezzato Borgo Trento in onore della città italiana non ancora redenta e successivamente l'edificio scolastico fu intitolato a Cesare Battisti, il martire trentino. Nel 1926 anche la Chiesa Parrocchiale del Borgo modificò il proprio titolo e fu dedicata a Cristo Re.

## Geografia fisica
L'insediamento più antico del Borgo sorge sulla riva destra del torrente Garza, a circa un chilometro dal centro cittadino. Il cuore dell'abitato si snodava lungo un'unica arteria principale, oggi via Trento, fiancheggiata ininterrottamente a destra e sinistra da due schiere di abitazioni. Le propaggini del nucleo storico del Borgo si estendono lungo l'asse nord-sud. A meridione sorge l'abitato di Isolabella, a settentrione quello delle Grazzine, entrambi sorti sempre lungo l'argine del Garza.
Oggi il torrente è stato coperto dal manto stradale di Via Giambattista Cipani e Via Montesuello e vi sono soltanto alcune aperture di sfogo che permettono di vedere il greto del Garza. Attorno al nucleo storico del borgo antico sono sorte numerose abitazioni che hanno congiunto il quartiere con il resto del tessuto urbano.

## Stradario
- piazzale Corvi, Guglielmo
- piazzale Pola
- piazzale Roncalli, Francesco
- via Altipiano d'Asiago
- via dei Bagni
- via Benco, Silvio
- via Bezzecca (+)
- via Bonizzardi, Tullio (+)
- via Brentana, Domenico
- via Campo Marte (+)
- via Cantore, Antonio (+)
- via Chiesa, Damiano
- via Cipani, Gian Battista
- via Correnti, Cesare
- via D'Azeglio, Massimo (+)
- via Filzi, Fabio
- via Gamba, Fausto (+)
- via Hermada
- via Lavandaie del Borgo
- via Marconi, Guglielmo (+)
- via Monte Baldo
- via Monte Grappa (+)

- via Monte Nero (+)
- via Monte Novegno
- via Monte Santo (+)
- via Montello (+)
- via Oberdan, Guglielmo (+)
- via Pasquali, Pietro
- via Re Luigi
- via Rismondo, Francesco
- via Rocca d'Anfo
- via Rossetti, Gabriele
- via Sabotino
- via San Donino (+)
- via Sauro, Nazario
- via Serra, Renato
- via Slataper, Scipio
- via Stuparich, Carlo
- via Tommaseo, Niccolò (+)
- via Tosoni, Attilio (+)
- via Trento (+)
- via della Valle (+)
- via Zadei, Guido

Il simbolo (+) indica una via in parte inclusa in un altro quartiere.